# Івановське (Красногорський район)
Іва́новське (рос. Ивановское) — село в Красногорському муніципальний район Московської області Російської Федерації.

## Розташування
Село Івановське входить до складу Красногорського муніципального району, воно розташоване на південь від Красногорська, поруч протікає річка Куриця.

## Населення
Станом на 2010 рік у селі проживало 142 людини.